# Microbotryum violaceum
Espèce
Synonymes
- Uredo violacea Pers., 1797
- Ustilago violacea (Pers.)  Roussel, 1806
- Caeoma violaceum  (Pers.)  Nees, 1817

Microbotryum violaceum est une espèce de champignons basidiomycètes, phytoparasite obligatoire de plusieurs espèces de Caryophyllacées. À l'instar d'autres espèces du genre Microbotryum, elle cause la maladie cryptogamique du charbon des anthères, qui est une rouille et non un charbon, contrairement à ce que laisse penser son nom. Elle constitue un complexe d'espèces cryptiques, et ainsi, peut être interprétée au sens large (englobant l'ensemble du groupe) ou au sens strict (se restreignant à une espèce). 

## Description

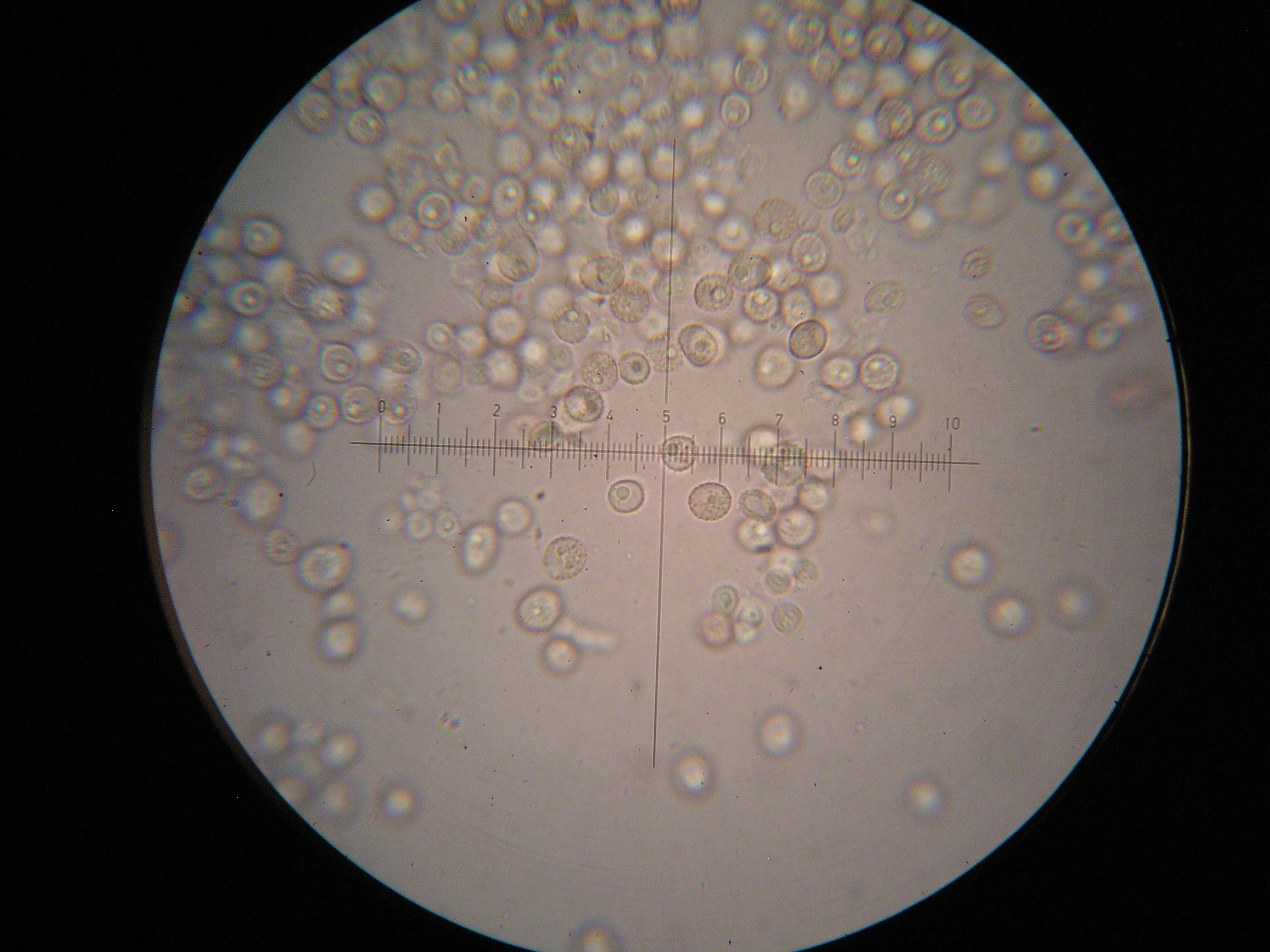
Spores de M. violaceum depuis Heliosperma pusillum (la mesure est en micromètre)

Une plante infectée par Microbotryum violaceum présente des anthères (ou des structures ressemblant à des anthères) violet foncé au lieu du jaune habituel des grains de pollen. Cette couleur est celle des nombreuses spores de dissémination produites par le champignon.
La maladie du charbon des anthères modifie le développement floral : chez les espèces hermaphrodites, l’ovaire est avorté et les anthères portent les spores fongiques ; chez les espèces dioïques, l’ovaire des fleurs femelles est avorté, et des anthères se développent, portant également des spores.
Les spores de M. violaceum lato sensu sont sphériques à légèrement ellipsoïdales et mesurent de 6–11 µm de diamètre, l'épispore ayant une surface  maillée arrondie à régulièrement polygonale et pouvant atteindre 1 µm de diamètre. Parmi les espèces nouvellement décrites, le maillage de l'épispore de M. dianthorum est légèrement plus fin, celui de M. lychnidis-dioicae et M. silenes-inflatae est irrégulièrement polygonal. M. stellariae se distingue par des spores plus petites, de 5–8 µm de diamètre. M. saponariae est constitué d'une masse de spores plus sombres que celle des espèces apparentées et des spores de 6,2 à 7,5 µm de diamètre,.

## Cycle de vie
Pour un article plus général, voir Microbotryum.

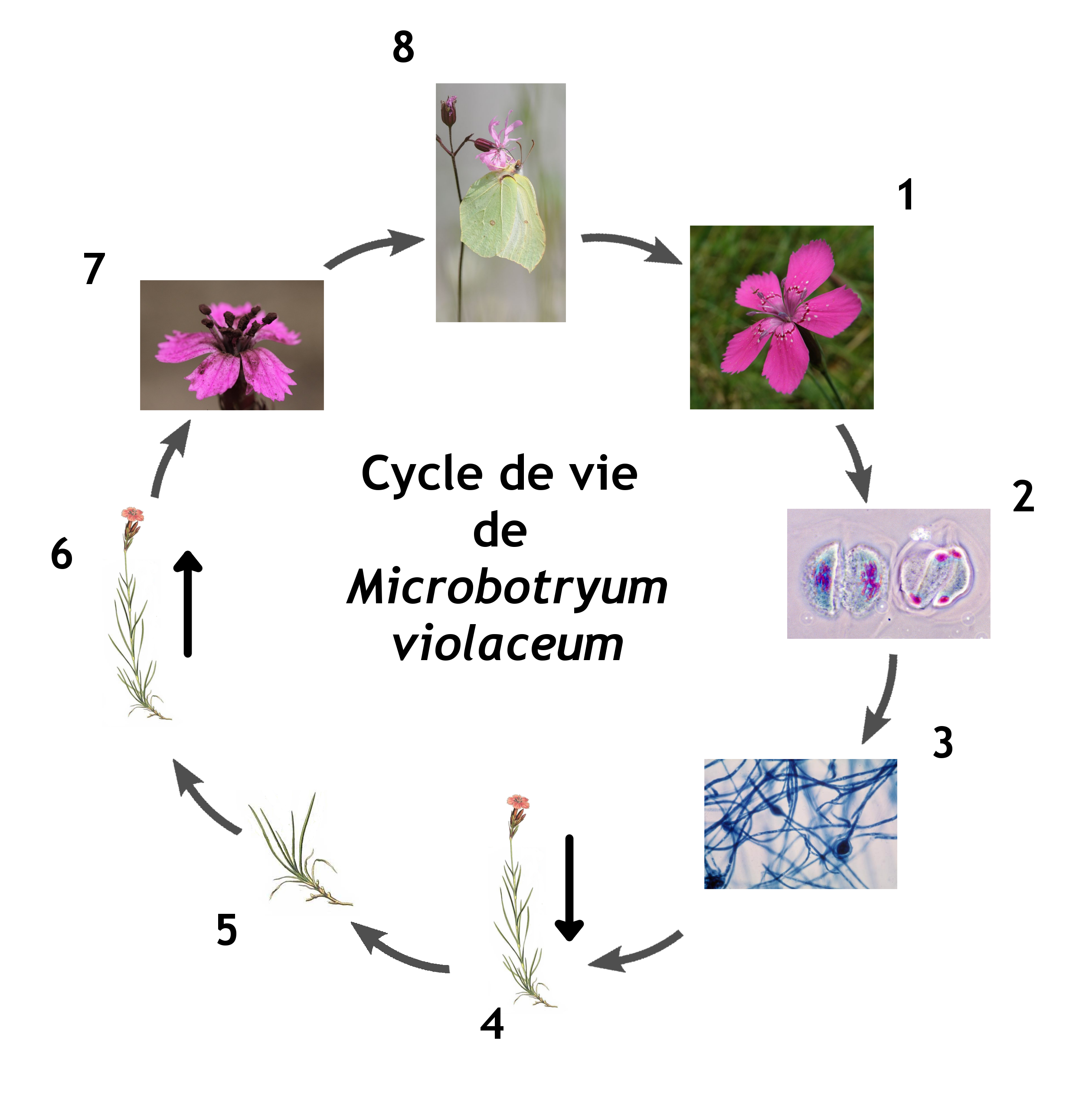
Cycle de vie de Microbotryum violaceum

M. violaceum est un champignon basidiomycète hétérothallique, c'est-à-dire que ses organes reproducteurs ne se forment qu'après fusion de deux individus de type sexuel opposé. Il possède un cycle de vie dimorphe avec une phase saprophytique haploïde et une phase infectieuse dicaryotique, qui produit des téliospores. Ce cycle de vie est au moins bisannuel, les plantes affectées étant uniquement pérennes,.
Une plante en bonne santé est infectée par des téliospores de M. violaceum (1). Les téliospores germent et produisent un mycélium, subissent une méiose et produisent des sporidies semblables à des levures. Leur division par mitoses peut également produire d'autres mycélium (2). La conjugaison entre les mycéliums a lieu sur la plante entre sporidies de types sexuels opposés (3). Naissent des hyphes dicaryotes qui poussent dans la plante en y pénètrant à l’aide d’un appressorium(4) et qui passent l'hiver dans les tissus végétatifs (5). L'année suivante, au printemps, l'infection est systémique (6) et toutes les fleurs produisent des téliospores diploïdes dans les anthères (7) qui sont transmises par des pollinisateurs (8) à une autre plante saine qui produira de nouvelles téliospores(1),.

## Impact parasitaire

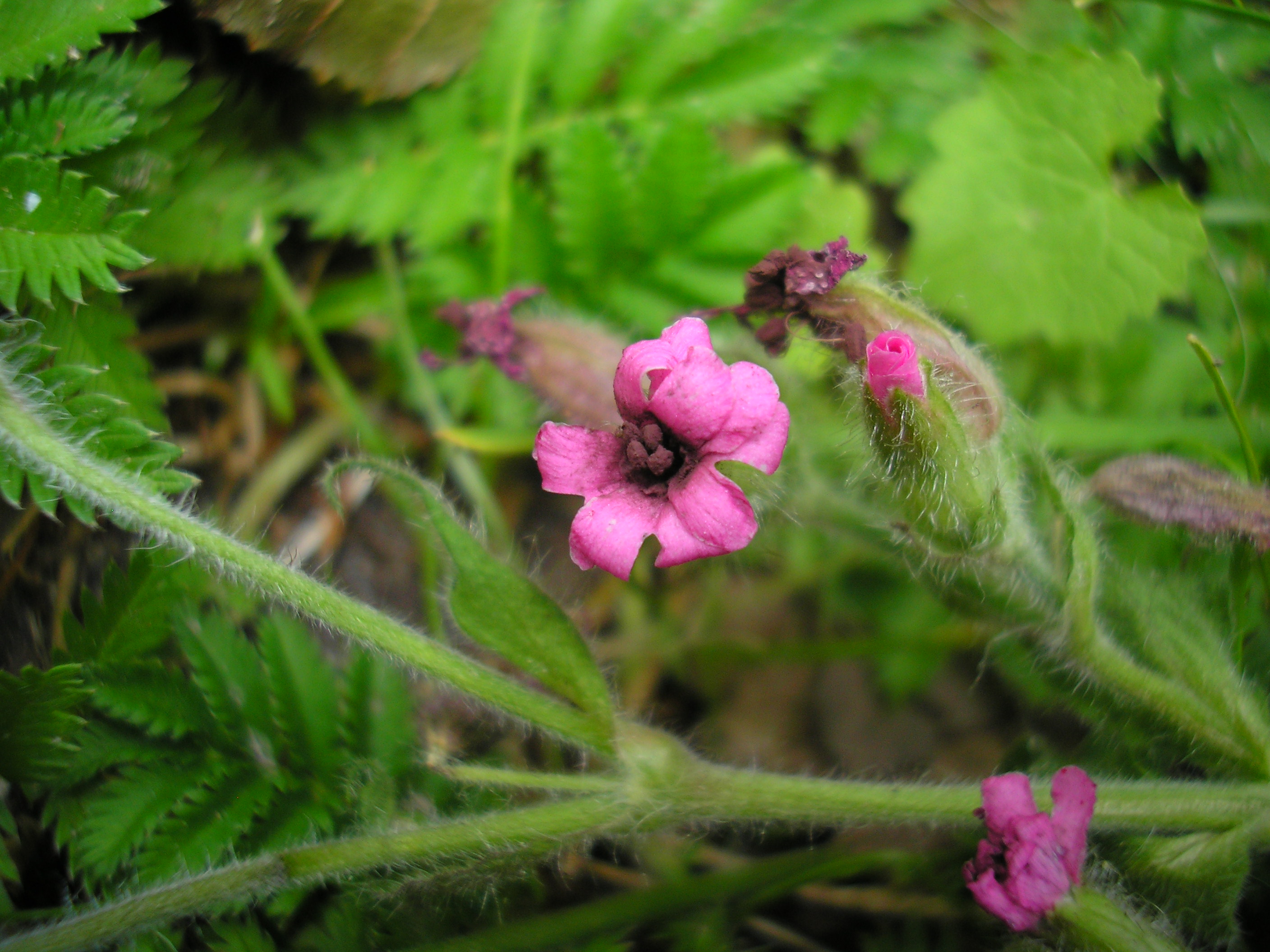
M. violaceum lato sensu (ou M. silene-dioicae) sur Silene dioica

Lato sensu,, M. violaceum est un complexe d’espèces affectant plusieurs centaines d’espèces de plantes de la famille des Caryophyllacées dont les genres Silene, Stellaria, Dianthus, Arenaria, Saponaria, Lychnis, Moehringia, Heliosperma et Gypsophila.
Stricto sensu,, M. violaceum affecte principalement Silene nutans ; rarement S. chlorantha, S. dichotoma, S. elisabethae, S. italica subsp. nemoralis, S. paradoxa, S. vallesia, S. vulgaris subsp. maritima et S. conica.
Une plante infectée ne produit plus de graines et peut le rester de nombreuses années.

## Taxonomie

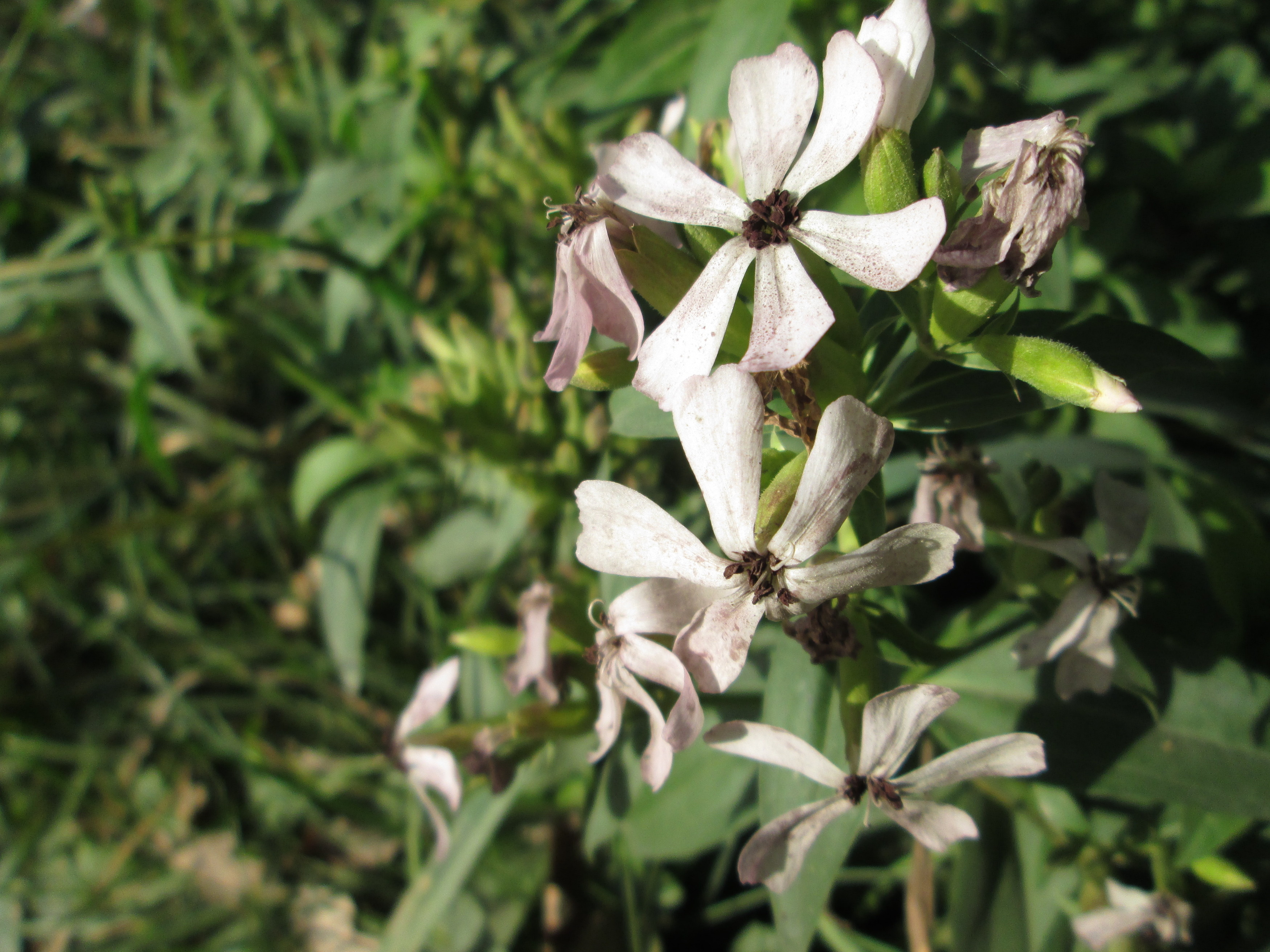
M. violaceum lato sensu (ou M. saponariae) sur Saponaria officinalis

M. violaceum est un cas très étudié de complexe d’espèces jumelles chez les champignons. Les différentes espèces présentent une forte spécificité d’hôte, et une forte différenciation génétique qui suggère que les flux génétiques sont limités dans la nature. Les événements de spéciation ont eu lieu par sauts d’hôtes et non pas par cospéciations. À l’intérieur du complexe d’espèces, les espèces ont été délimitées par le critère de congruence entre les différentes généalogies de gènes,. En 2004, Vánky considère que ces différences sont minimes et souligne que de nombreux noms d'espèces d'ores et déjà publiés entrent dans ce groupe, recommandant qu'il soit préférable de reconnaître M. violaceum, lato sensu, jusqu'à ce que des éclaircissements soient apportés. En 2016, certaines espèces ont été formellement décrites et ont reçu des noms scientifiques, certaines sont encore sujettes à débats, quand d'autres n'ont pas encore été décrites.

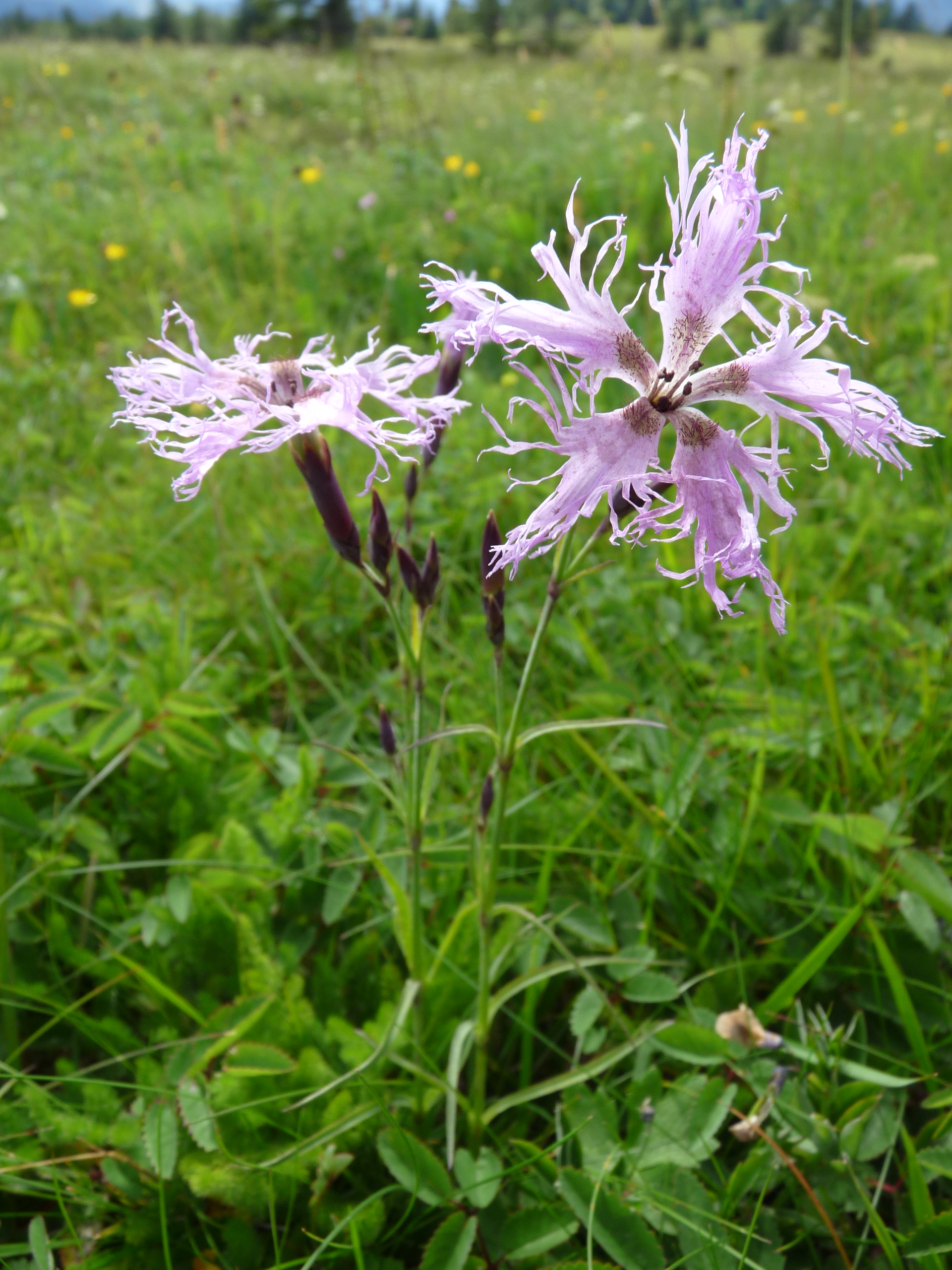
M. violaceum lato sensu (ou M. superbum) sur des anthères de Dianthus superbus

Quelques espèces décrites et leurs plantes-hôtes,, :
- Microbotryum coronariae sur Lychnis flos-cuculi[8]
- Microbotryum dianthorum sur différents Dianthus (particulièrement Dianthus caryophyllus) et Petrorhagia saxifraga[9]
- Microbotryum major sur différentes Silene dont Silene otites[10]
- Microbotryum lagerheimii sur Silene uniflora et S. vulgaris[11]
- Microbotryum lychnidis-dioicae sur Silene latifolia[12]
- Mibrobotryum saponariae sur Saponaria officinalis[13]
- Microbotryum silenes-dioicae sur Silene dioica[14]
- Microbotryum silenes-inflatae sur différentes Silene dont Silene inflata[15]
- Microbotryum stellariae sur Arenaria,Cerastium, Myosoton et Stellaria dont Stellaria graminea[16]
- Microbotryum superbum sur quelques Dianthus dont Dianthus superbus[17]
- Microbotryum violaceoirregulare sur Silene vulgaris[18]
- Microbotryum violaceoverrucosum sur différentes Silene[19]

## Distribution
M. violaceum lato sensu est présente sur l'ensemble de l'écozone holarctique. Elle est visible de juillet à septembre en Europe centrale.

## Modèle d'étude

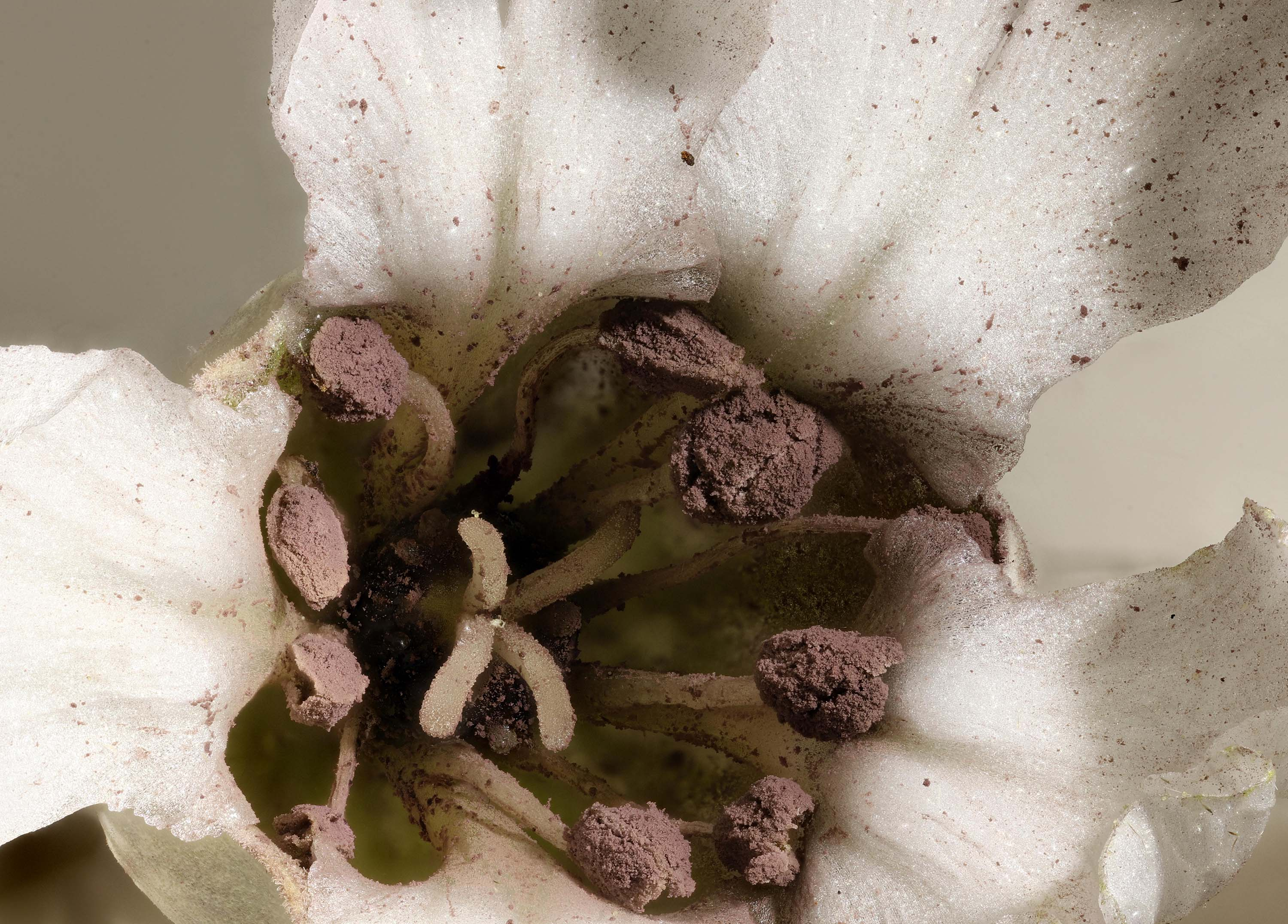
M. violaceum lato sensu (ou Microbotryum silenes-inflatae)

Le système M. violaceum présente l’intérêt de ne pas être directement affecté par les activités humaines, les plantes parasitées n’ayant pas d’intérêt économique, ce qui permet d'étudier l’épidémiologie d’une maladie naturelle sans risque pour l’alimentation ou la santé humaine.
M. violaceum est un modèle d'étude pour l'évolution des chromosomes sexuels, et les interactions hôte-pathogène. Elle est étudiée entre autres pour son impact sur la distribution et la dynamique des populations de plantes hôtes, les dynamiques de méta-populations, les infections multiples et leur impact sur la virulence.